# Isadore Sharp
Isadore Sharp (* 8. října 1931, Toronto, Kanada) je kanadský hoteliér a filantrop, zakladatel hotelové sítě Four Seasons.

## Život
Isadore Sharp se narodil jako syn polských židovských imigrantů. Svému otci pomáhal při renovacích bytů. V roce 1952 úspěšně dokončil studia architektury. Věnoval se pak stavbám rodinných domů a bytů.
Poté byl pověřen výstavbou malého motelu na předměstí Toronta, který byl otevřen roku 1961. Později byl přejmenován na Four Seasons. Poté firma otevírala další hotely, v roce 1970 expandovala do Evropy.
Na začátku 80. let se společnost Four Seasons stala sponzorem kampaně Terryho Foxe na podporu léčby rakoviny. Přispěla k tomu skutečnost, že jeden ze čtyř Sharpových synů předtím zemřel na rakovinu.
V roce 2007 společnost odkoupily Cascade Investment, vlastněná Billem Gatesem, a saúdskoarabská Kingdom Holding Company, které předsedá princ Al-Valíd bin Talál. Isadore Sharp si ponechal 5% podíl.

## Ocenění
- Důstojník Řádu Kanady